# Anna Dogonadze
Anna Aleksandre Dogonadze (georgisch ანა დოღონაძე, transkribiert Ana Doghonadse; * 15. Februar 1973 in Mzcheta, Georgische SSR) ist eine ehemalige deutsche Trampolinturnerin georgischer Herkunft.

## Leben und Werdegang
Anna Dogonadze lebt in der Nähe von Koblenz und trainierte beim MTV Bad Kreuznach. Sie ist von Beruf Diplomsportlehrerin. Dogonadze besitzt seit 1998 die deutsche Staatsangehörigkeit.
Ihr größter Erfolg war der Olympiasieg 2004 in Athen. Vier Jahre zuvor bei den Olympischen Spielen 2000 in Sydney hatte sie noch nach einer fiebrigen Erkältung das Zurückfallen vom ersten Platz im Vorkampf auf den achten Platz des Finales hinnehmen müssen. Bei den Olympischen Spielen 2008 in Peking erreichte sie, durch Krankheit geschwächt, wiederum Platz 8.
Für den Olympiasieg 2004 erhielt sie am 16. März 2005 das Silberne Lorbeerblatt.
Nach den Spielen legte Dogonadze eine schöpferische Pause ein, fand danach jedoch in 2009 langsam wieder Anschluss an die Weltspitze. Bei den Welt-Cup-Veranstaltungen in 2010 und 2011 erreichte sie wieder Platzierungen unter den Top Ten. Zusammen mit ihrer Partnerin Jessica Simon gewann sie bei den Weltmeisterschaften 2011 in Birmingham den Titel im Synchron-Wettbewerb. Bei den Europameisterschaften 2012 in Sankt Petersburg gewannen Dogonadze und Simon die Bronzemedaille im Synchronturnen. In der internen Ausscheidung des DTB für die Olympischen Spiele 2012 in London qualifizierte sich Dogonadze zum vierten Mal für die Spiele. Bei den Olympischen Spielen blieb ihr das angestrebte Finale der besten Acht allerdings mit einem zehnten Platz in der Qualifikation verwehrt. Aufgrund der immer wieder auftretenden Rückenprobleme entschied sie sich, ihre Karriere nach dem olympischen Wettkampf zu beenden. Der geplante Start bei den World Games 2013 in Cali, zusammen mit ihrer Synchronpartnerin Jessica Simon, war somit hinfällig.
Anna Dogonadze konzentrierte sich nach der sportlichen Karriere auf ihre berufliche Weiterentwicklung. Seit dem 1. Mai 2013 war sie hauptamtliche Trainerin des MTV Bad Kreuznach und mit ihrem langjährigen Trainer Steffen Eislöffel für die Begabtenförderung Trampolin im Olympiastützpunkt Rheinland-Pfalz/Saarland verantwortlich. Beim Deutschen Olympischen Sportbund ist sie zudem als Integrationsbotschafterin tätig. Nach nur einjähriger Tätigkeit beendete sie am 31. März 2014 ihre Trainerlaufbahn beim MTV Bad Kreuznach und dem Olympiastützpunkt Rheinland-Pfalz/Saarland.
Ab Mai 2014 orientierte sich Dogonadze beruflich im Bereich Orthopädie, Sportanalysen, Rehatechnik, Lymphologie und Prothetik zur Förderung von Gesundheit und Genesung in der Therapie. Seit 2015 hatte sie nebenberuflich im Segment Personaltraining, Firmenfitness, Gesundheitstraining, Mentaltraining und Wettkampfvorbereitung und Motivation ihre Programme angeboten, ab Juni 2016 in selbstständiger Tätigkeit. Im August 2016 bestand sie die Prüfung zum fachübergreifenden A- und B-Trainerschein des DTB in Frankfurt am Main. Ab Januar 2017 war Dogonadze für den österreichischen Fachverband für Turnen als Honorartrainerin aktiv. Mit dem 31. Januar 2018 endete das Engagement, Dogonadze wechselte zum Schweizer Verband auf den Nachwuchstrainerposten. Sie ist seit dem 17. Juni 2019 im bundesweiten Netzwerk Schule ohne Rassismus – Schule mit Courage Patin der Grundschule Zeppelinschule in Speyer.
Dogonadze war mit dem Trampolinturner Axel Lilkendey verheiratet. Bei Wettkämpfen trug sie zeitweise den Namen Dogonadze-Lilkendey. Sie ist Mutter einer Tochter.

## Erfolge
- Olympische Spiele 2000: 8. Platz
- Olympische Spiele 2004: Olympiasiegerin
- Olympische Spiele 2008: 8. Platz
- Olympische Spiele 2012: 10. Platz
- Weltmeisterin 2001 (Einzelwettbewerb), 1998, 2011 (Synchron-Wettbewerb, mit Tina Ludwig bzw. Jessica Simon)
- World-Games-Siegerin 2005 (Synchron-Wettbewerb, mit Jessica Simon)
- Europameisterin 1997, 1998, 2000, 2010
- Europameisterschaften 2012, Gewinn der Bronzemedaille, Qualifikation für die Olympischen Spiele in London
- Deutsche Meisterin 2000, 2001, 2007
- Deutsche Synchronmeisterin 2001, 2007
- Deutsche Mannschaftsmeisterin mit dem MTV Bad Kreuznach 2002
- Landessportler des Jahres (Rheinland-Pfalz): 2004, 2005